# Gerhard Strunk
Gerhard Strunk (* 19. November 1935 in Creston, Nebraska; † 21. November 2009) war ein deutscher Pädagoge. Von 1992 bis 1998 war er Präsident der Universität der Bundeswehr Hamburg.

## Leben
Strunk entstammte einer protestantischen Pfarrersfamilie. Er studierte Germanistik, Philosophie und Lateinische Philologie an der Eberhard Karls Universität Tübingen und der Universität Kiel. 1965 wurde er zum Dr. phil. promoviert. Ab 1977 war er ordentlicher Professor für Allgemeine Pädagogik unter besonderer Berücksichtigung der Erwachsenenbildung an der Universität der Bundeswehr Hamburg. Von 1992 bis 1998 war er Präsident der Bundeswehruniversität. 1998 wurde er emeritiert.